# Vlčkova vila

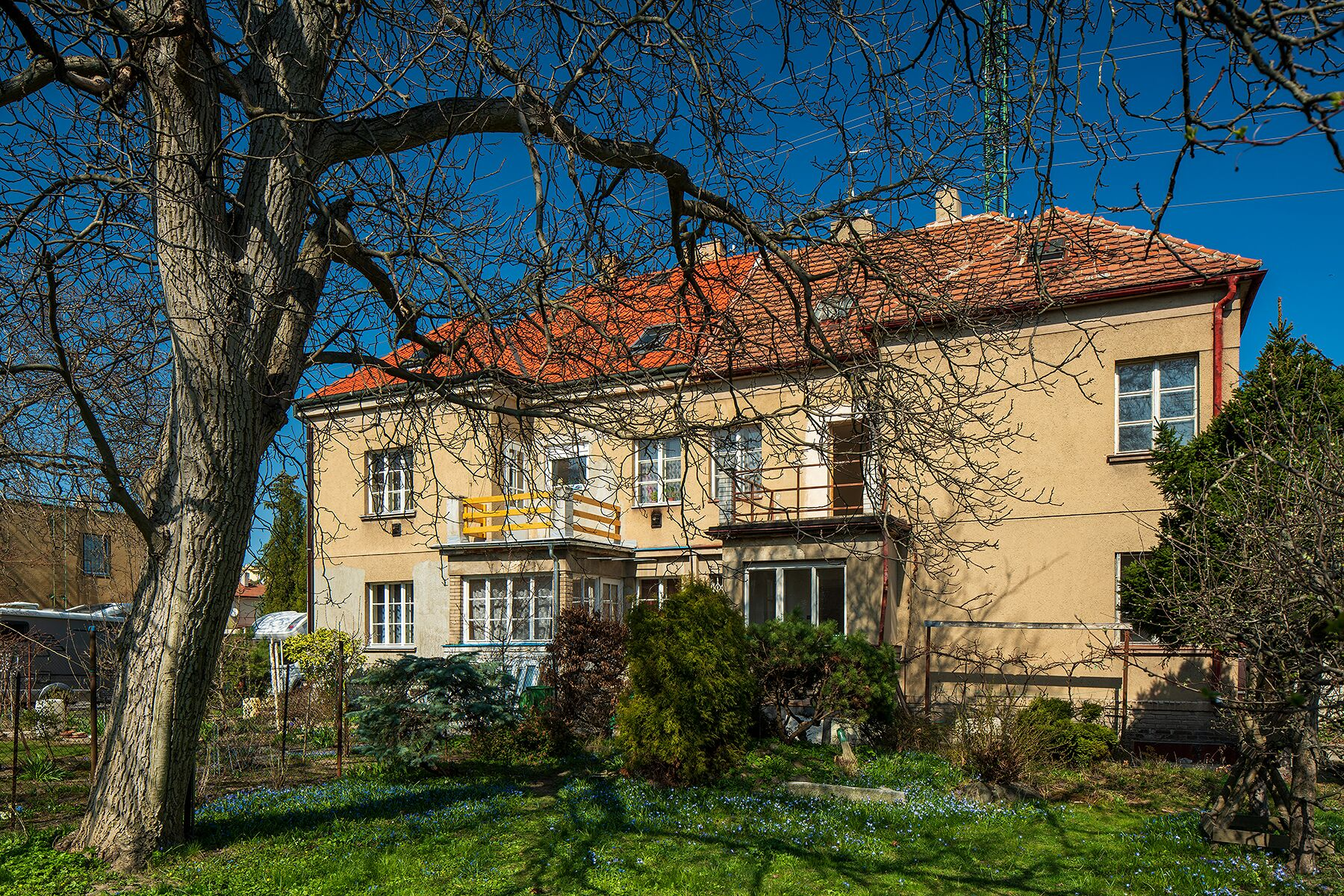

Vlčkova vila stojí v Břevnově na Praze 6. Jedná se o polovinu dvojvily, která byla navržena ve 30. letech 20. století architekty a projektanty Františkem Dittrichem a Jaroslavem Kalvachem na objednávku profesora Vladislava Vlčka a jeho ženy Marie Vlčkové. V dohledné době projde Vlčkova vila citlivou rekonstrukcí podle návrhu architektonického studia BY architects.

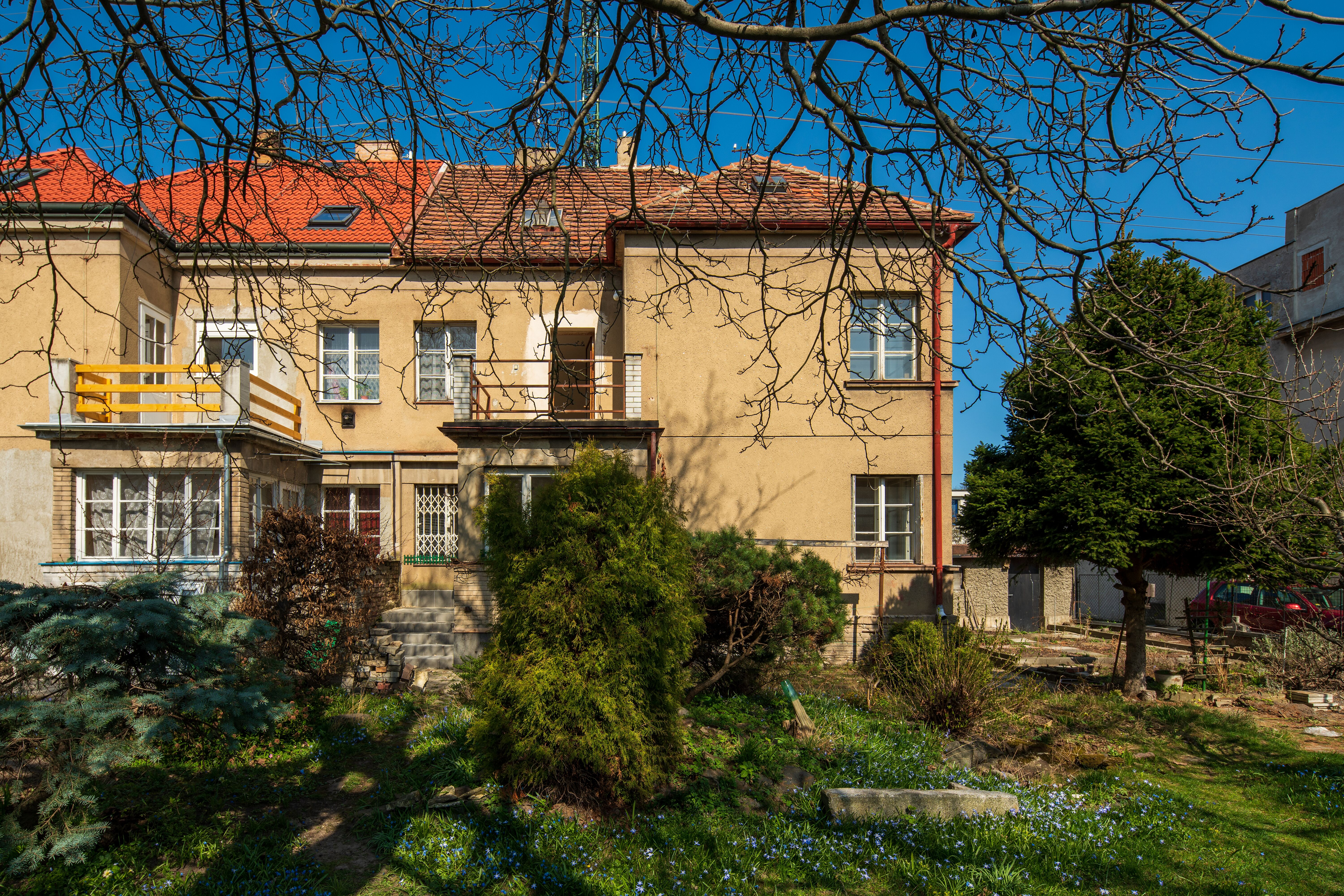
Vlčkova vila ze zahrady

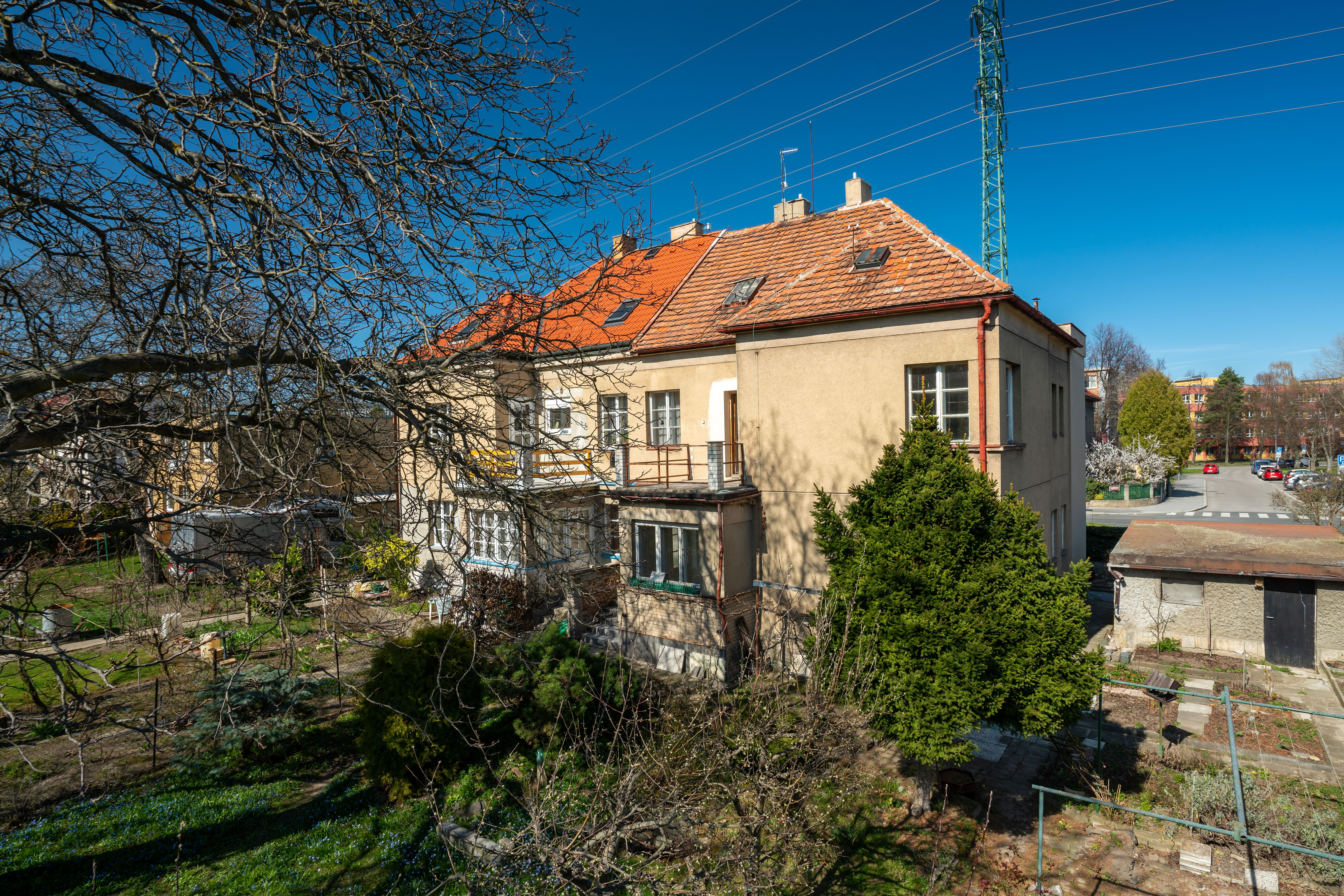
Vlčkova vila

## Umístění vily
Vlčkova vila se nachází na adrese Zeyerova alej 1116/23 v klidné části Prahy 6, na parcele č. 469/15. K domu patří přes 500 m² veliká rovinatá zahrada se vzrostlými stromy a okrasnými keři. V těsné blízkosti domu je Obora Hvězda s Královským letohrádkem Hvězda z roku 1530. Vila je v docházkové vzdálenosti od oblíbeného parku a usedlosti Ladronka, Břevnovského kláštera, Litovického potoka a Libockého rybníka. V blízkosti se nachází také přírodní rezervace Divoká Šárka. Břevnov je poprvé v pramenech zmiňovaný v 10. století. Nejvýznamnější historickou budovou a centrem vzdělanosti je Břevnovský klášter. Územím Břevnova prochází část historické poutní cesty z pražské Lorety do kláštera v Hájku. Cesta byla lemována dvaceti kapličkami z let 1720–1726. Dodnes se dochovalo dvanáct z těchto kaplí, pět z nich stojí právě na území Břevnova. Také z moderní architektury stojí v Břevnově významné stavby, například Hotel Pyramida, budova Ústavu makromolekulární chemie Akademie věd ČR a Velký strahovský stadion. Mezi významné osobnosti spojené s Břevnovem patří Lubomír Brabec (* 1953), Jaroslav Seifert (1901–1986), Jan Patočka (1907–1977), Pavel Bobek (1937–2013) a Milan Hlavsa (1951–2001). Atmosféru Břevnova si uchovává Břevnovský hřbitov. Pohřbeni jsou zde například Karel Kryl, Jan Patočka a Jan Anastáz Opasek.

## Výstavba vily
Plány domu vytvořili v roce 1930 František Dittrich a Jaroslav Kalvach. Jejich firma, ARCHITEKTI-STAVITELÉ Dittrich – Kalvach, sídlila tehdy v Praze v Košířích na adrese Cibulka č. p. 551. Podnikatel František Dittrich (1899–1979) vlastnil stavební firmu, navrhoval a realizoval mnoho staveb v Praze a jejím okolí i v dalších městech. Jeho stavby stojí také v Hradci Králové a v Lázních Bohdaneč. Po ukončení spolupráce s Jaroslavem Kalvachem se spojil s dalším společníkem a pokračoval ve výstavbách domů. Dittrich spolupracoval také se slavným architektem Josefem Gočárem na realizacích domů v Hradci Králové. Josef Gočár navrhl pro Františka Dittricha a jeho rodinu vilu v Tichém údolí v Roztokách, č. p. 108. Vila stojí na místě letní vily „Milada“, kterou navrhl architekt František Buldra v roce 1880 (vila byla zbourána 1937). Celoročně obyvatelná vila byla postavena v roce 1938 podle projektu Jiřího a Josefa Gočárových. Gočár byl také autorem interiéru vily. Dům je příkladem romantického odstínu funkcionalismu a je obklopený terasovitou zahradou. Vila byla k vidění v rámci výstavy Prima sezóna, Vily v okolí Prahy ve Středočeském muzeu v Roztokách u Prahy. Tato výstava se zaměřovala na interiérový a oděvní design první republiky. Na výstavě byl mimo jiné dobový nábytek z této vily, fotografie vily a jejich majitelů.
V Praze se nachází mnoho domů, které František Dittrich navrhoval a realizoval. Jedním z nich je i funkcionalistická novostavba U Staré paní. Stojí v Michalské ulici 9 na Praze 1 na místě domu U proroků z 15. století. Dům U Staré paní je v současnosti penzionem s restaurací a vlastním jazzovým klubem. Mezi další domy navržené Františkem Dittrichem v Praze patří například funkcionalistická stavba v Žitné ulici č. p. 585/2 na Praze 1, bloky domů ve Strašnicích v ulicích V Předpolí a Na Hroudě a další vilové domy na Suchdole.
Stavbu vily v Zeyerově aleji v Břevnově na Praze 6 si objednal profesor Vladislav Vlček pro svou rodinu.

## Popis stavby
Vlčkova vila je postavena ve slohu moderny a odpovídá stylu užitné architektury 30. let 20. století s důrazem na symetrii, čisté linie a propracované detaily. Stavba ladí se sousedními domy, zahradami i s širším okolím. Výraznými prvky jsou valbová střecha (zešikmená ze všech stran) a rizalit v půdorysu obdélníku. Rizalit je středové průčelí stavby, které vystupuje z líce domu. Vilový dům má převažující vertikalizační systém, který zdůrazňuje rizalit a římsu. Prosklená veranda vystupuje ze základů vilového domu do zahrady a tvoří s balkonem výrazný plastický efekt. Dům má ručně vyráběná špaletová okna na míru a originální dřevěné schodiště. Podlahovou krytinu v domě tvoří původní dubové parkety.

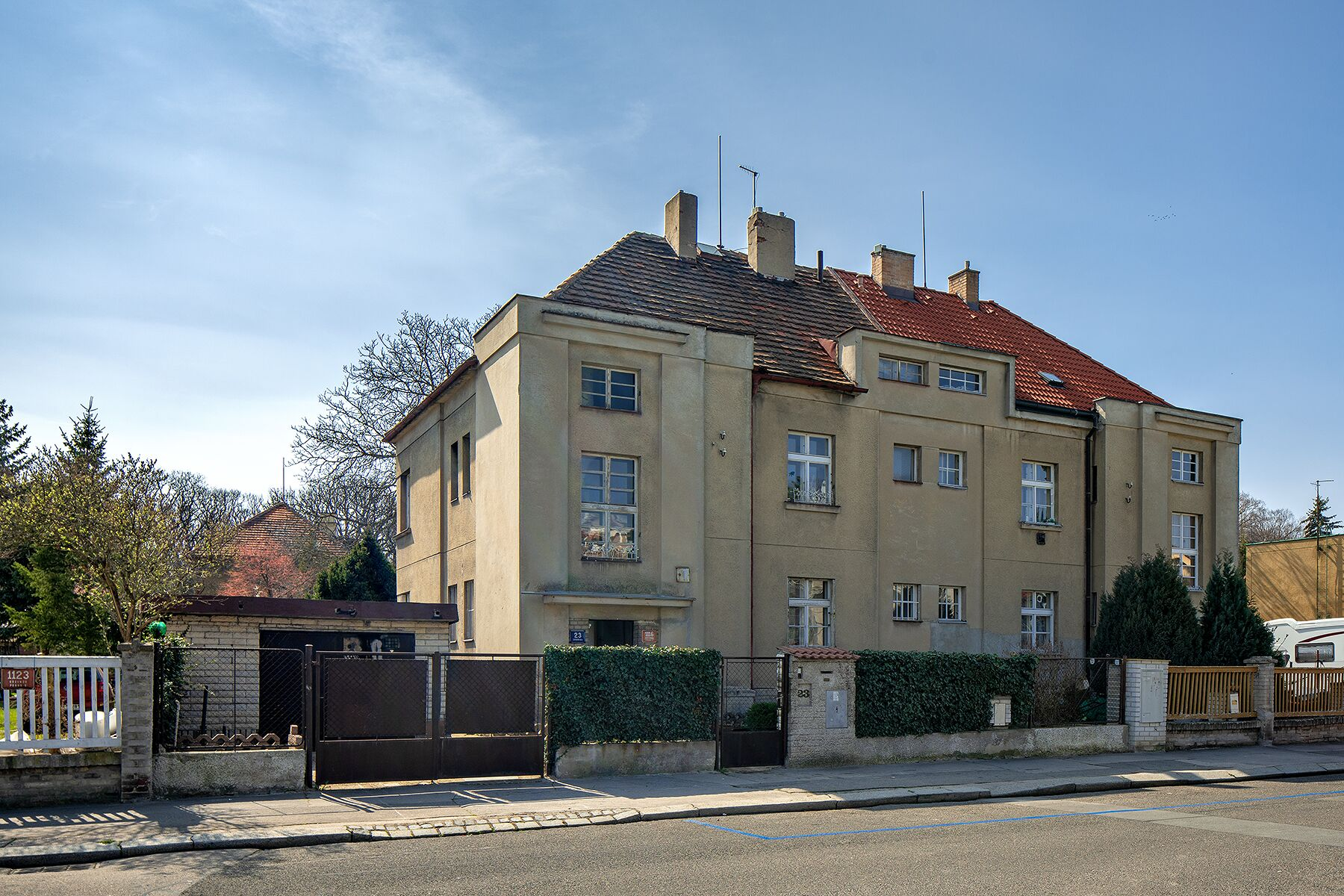
Vlčkova vila z ulice

V suterénu domu jsou dva sklepy a prádelna. V přízemí se na jižní straně domu nacházejí dva prostorné pokoje se vstupem na verandu a s výhledem do zahrady, dále pak kuchyně s jídelnou, koupelna a samostatná toaleta. V prvním patře je totožné rozmístění místností - dva pokoje se vstupem na balkon s výhledem na zahradu, kuchyně, koupelna a oddělená toaleta. Podkroví je také obytné, v současné době však nevyužité. V roce 1968 přibyla na pozemku vedle vily zděná garáž o velikosti 23 m². Díky velkorysé stavební dispozici - vysokým stropům, prosvětleným pokojům a velké okrasné zahradě - se jedná o mimořádně zdařilou stavbu meziválečné éry.  

## Současný stav vily
Vila je nyní ve stavu před rekonstrukcí dle návrhu architektonického studia BY Architects. Jedná se o mladý  architektonický atelier, který byl v roce 2017 nominovaný mezi finalisty soutěže o nejlepší interiér. V současnosti jsou navržené tři možné varianty rekonstrukce vilového domu. První z nich je luxusní rodinná rezidence v celé vile, druhá varianta je uzpůsobení vily pro reprezentativní firemní sídlo a třetí varianta je vytvoření tří samostatných bytových jednotek.
Při zachování rezidenčního využití domu se v plánech rekonstrukce počítá s lehkou změnou dispozice, která zohledňuje dnešní trendy bydlení. Mezi ně patří mimo jiné samostatné vstupy z haly do pokojů, koupelen a na toalety bez nutnosti procházet jinými místnostmi. Dalším současným trendem je dispoziční změna obývacího pokoje v prvním a v druhém nadzemním podlaží – původní obývací pokoj se rozdělil na dva samostatné pokoje a kuchyně se spojila s dřívější ložnicí v prostorný obývací pokoj s kuchyňským koutem. Na kout navazuje praktický prostor pro pračku a domácí práce. Ve třetím nadzemním podlaží vznikne jinak řešený obytný prostor s velkými pokoji, halou, koupelnou a toaletou. Všechny obytné místnosti ve vile jsou navržené tak, aby do nich maximálně dopadalo denní světlo a výhled z nich vedl do okrasné zahrady.

## Historie vily a její majitelé
Dům nechal postavit profesor českého malostranského gymnasia Vladislav Vlček se svou ženou Marií Vlčkovou. V domě žil později jejich syn, RNDr. PhMr. Vladislav Vlček, (30. července 1912 Praha – 18. října 1979 Praha). Vedle své vědecké dráhy byl také lidoveckým politikem. V období tzv. pražského jara byl ministrem zdravotnictví ČSSR, konkrétně od 8. dubna do 31. prosince 1968. Poté se na dobu od 8. ledna 1969 do 11. února 1971 stal prvním ministrem zdravotnictví České socialistické republiky. Od roku 1968 byl také poslancem České národní rady. RNDr. PhMr. Vlček se věnoval výzkumu antibiotik. Byl autorem knihy Antibiotika, v níž populárně naučným způsobem předal veřejnosti základní informace k pochopení nejen významu antibiotik, ale také o způsobu jejich výroby, využití i o škodlivých následcích nesprávného laického používání. Byl spoluautorem knih Antibiotika a jejich lékové formy, Aplikační formy antibiotik a Aplikační formy penicilinu. Na ministerstvo přišel s ideály a nápady, jak zmodernizovat tehdejší zdravotnictví.
Invaze okupačních vojsk v srpnu 1968 ale jeho snažení zastavila. Dle očitého svědectví jedné z příbuzných, Aleny Vlčkové, mířil během okupace Československa na vilu nepohodlného ministra tehdejší vlády tank zaparkovaný v Zeyerově aleji. Ministr zdravotnictví pod tlakem rezignoval na svou funkci a bez vážnějších negativních dopadů na svou osobu a rodinu opustil politickou dráhu. Téměř celý svůj život strávil Vladislav Vlček v břevnovské vile postavené jeho rodiči a měl k ní velmi silný vztah. Po jeho smrti v roce 1979 se vila stala kvůli rozdrobené vlastnické struktuře na dlouhý čas předmětem dědických sporů. V roce 2018 vykoupil nový majitel podíly od sedmi dědiců a nyní plánuje rekonstrukci s respektem k původnímu architektonickému návrhu domu a k architektuře 30. let. 20. století.